# Pet peeve
Una pet peeve (literalmente en español: Molestias favoritas) es una molestia menor que un individuo identifica como particularmente irritante para ellos, en mayor grado de lo que se esperaría con base en la experiencia de los demás. La frase hace una analogía de ese sentimiento de molestia hacia un animal de compañía al que uno no desea renunciar, a pesar de su objetiva falta de importancia.

## Origen del concepto
Se cree que el sustantivo peeve, que significa molestia, se originó en los Estados Unidos a principios del siglo XX, derivado de la formación posterior del adjetivo peevish, que significa "irritante o malhumorado", que data de finales del siglo XIV.
El término pet peeve se introdujo a un amplio número de lectores en la tira cómica de un solo panel The Little Pet Peeve en el Chicago Tribune durante el período 1916-1920. La tira fue creada por el dibujante Frank King, quien también creó la tira de Gasoline Alley, de larga duración. Las "pequeñas manías" de King eran críticas humorísticas de comportamientos generalmente irreflexivos y frustraciones molestas. Los ejemplos incluyen personas que leen los intertítulos en películas mudas en voz alta, rompen un huevo solo para oler que se ha podrido, los acompañantes en un vehículo que le dicen al conductor cómo manejar y las alfombras que siguen atrapando el fondo de la puerta y amontonándose. Los lectores de King presentaron temas, incluidos los asistentes al teatro que desenvuelven dulces en papel arrugado durante una presentación en vivo, y (de un niño de 12 años) que su madre venga a barrer cuando tiene las piezas de un juguete de construcción esparcidas por el piso.

## Uso actual y ejemplos
Las molestias de mascotas a menudo involucran comportamientos específicos de alguien cercano, como un cónyuge u otra persona significativa. Estos comportamientos pueden implicar falta de respeto, modales, higiene personal, relaciones y problemas familiares. Un aspecto clave de un motivo favorito es que puede parecer aceptable o insignificante para los demás, mientras que a la persona tampoco le molestan las cosas que pueden molestar a los demás. Por ejemplo, un supervisor puede tener una molestia sobre las personas que dejan la tapa de la copiadora levantada, cuando otros interrumpen al hablar o sus subordinados tienen escritorios desordenados.